# Gallus Haselbeck
Gallus Haselbeck OFM (* 12. September 1880 in Dietfurt an der Altmühl; † 10. Dezember 1960 in Fulda) war ein römisch-katholischer Ordenspriester und Ordenshistoriker.

## Leben
Nach dem Besuch des kleinen Seminars Alcantarinum der Bayerischen Franziskanerprovinz in Landshut trat Haselbeck 1897 in das Noviziat der Thüringischen Franziskanerprovinz ein. Er legte am 1898 seine einfachen Gelübde ab und studierte Philosophie im Kloster Gorheim. Das Theologiestudium absolvierte er von 1903 bis 1905 in  Fulda. Bischof Adalbert Endert weihte ihn am 1905 zum Priester. Von 1909 bis 1928 war er Lektor für Philosophie in Gorheim und Salmünster (1911–1914). 1928 übersiedelte er als Lektor für Ordensgeschichte und Patrologie an das theologische Hausstudium der Thüringischen Provinz im Kloster Frauenberg. 1941 kam er nach Fritzlar, wo er neben der Seelsorge am Fritzlarer Dom und örtlichen Schwesternkonventen vor allem als Stiftsarchivar tätig war. 1946 kehrte er auf den Frauenberg nach Fulda zurück und übernahm 1948 eine Seelsorgsstelle im Neustädter Altenheim.

## Schriften (Auswahl)
- Seraphische Marienminne. Bilder zur Geschichte der Marienverehrung im Franziskanerorden. Mannheim 1924, OCLC 451091478.
- O Stern und Blume. Katholische Marienverehrung und ihre bildenden Kräfte. Mannheim 1947, OCLC 73436313.
- Die Franziskaner an der mittleren Lahn und im Westerwald. Beitrag zur Geschichte des Limburger Diözesangebietes. Fulda 1957, OCLC 264479654.
- Der Dom zu Fritzlar. Fritzlar 1977, OCLC 1078726457.